# Abisko turiststation

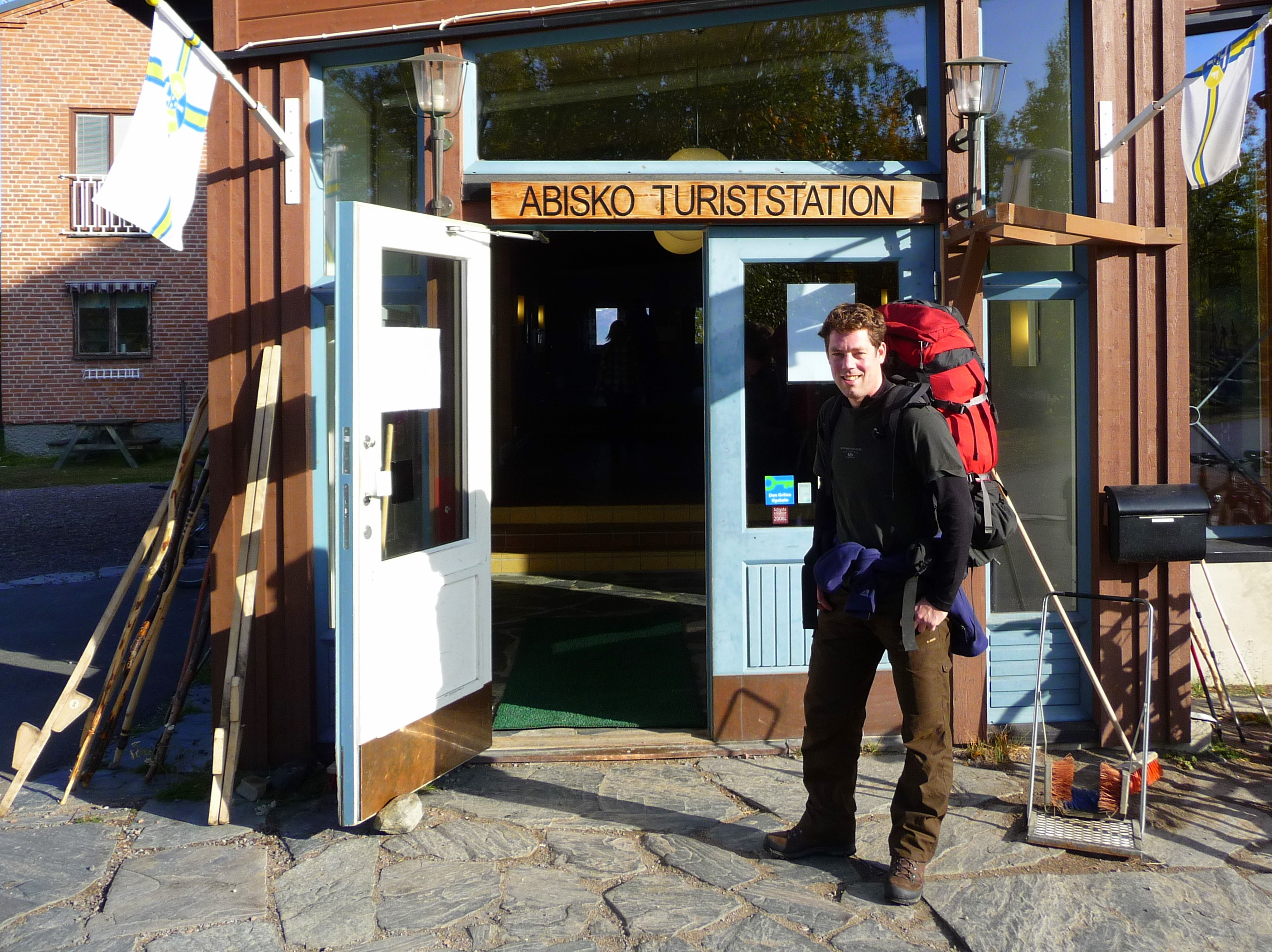
Abisko turiststation

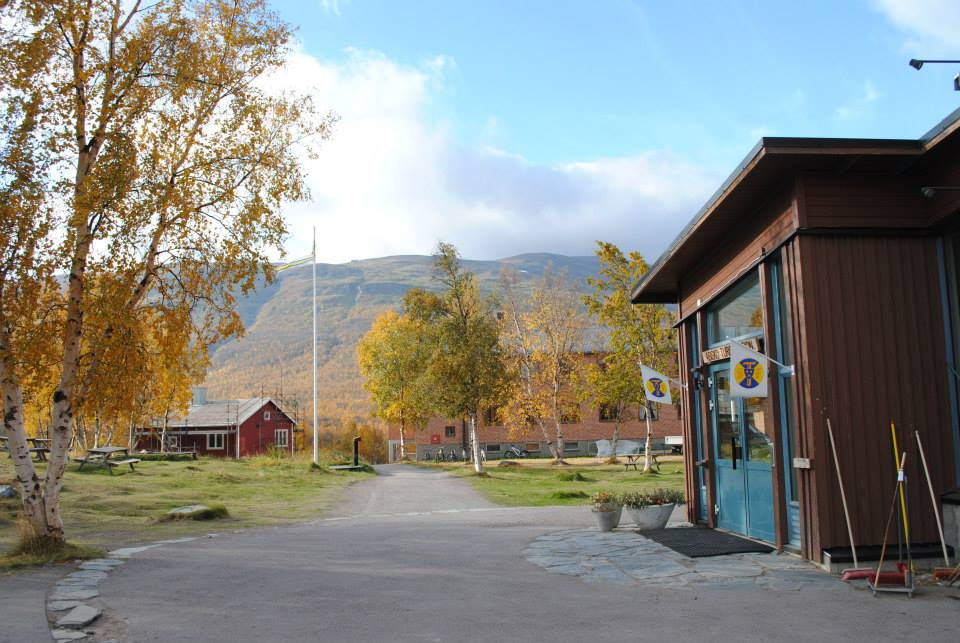
Turiststationens innergård, med utsikt mot Nuoljas/Njullás topp.

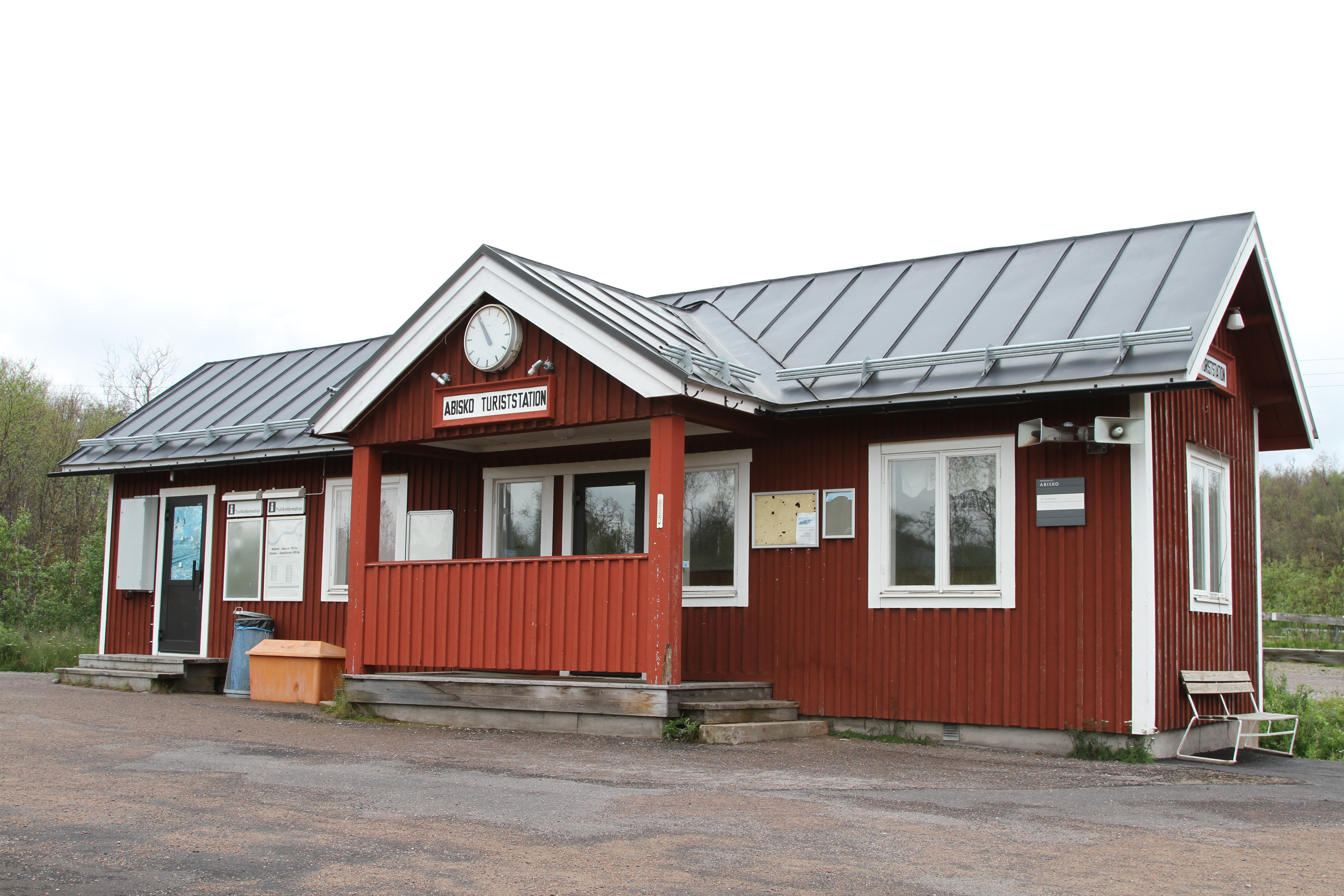
Järnvägshållplatsen Abisko turiststation

Abisko turiststation är en turistanläggning vid Abiskojokks delta, nedanför fjället Nuolja i Abisko nationalpark i Kiruna kommun. Den drivs av Svenska Turistföreningen och har cirka 300 bäddar. Anläggningen ligger vid Europavägen E10 och Malmbanan. På Malmbanan finns en järnvägshållplats vid turiststationen som också heter Abisko turiststation. Turiststationen driver en linbana upp på fjället Nuolja, även den inom Abisko nationalpark.
Kungsleden, som har sin norra ändpunkt vid Abisko turiststation, sträcker sig från Abisko till Hemavan i södra Lappland. Abisko turiststation är även känd för sin skidåkning, Nuolja Offpist.
Abisko Gränsförsvarsmuseum finns i närheten av turiststationen och är ett samarbetsprojekt mellan Försvarsmuseum Boden och Svenska Turistföreningen. I samma hus finns även Rallarmuseet.

## Historia
Abisko turiststation tillkom 1903, då Svenska Turistföreningen övertog några ingenjörsbostäder som hade uppförts vid järnvägsbygget på platsen. År 1906 fanns 13 bäddar i gamla turiststationen och 62 bäddar i det nybyggda turisthärbärget. Åren 1907-1908 tillkom 31 bäddar i den nybyggda paviljongen.  År 1907 tog turiststationen emot 1023 besökande.